# Hyadaphis passerinii
Hyadaphis passerinii är en insektsart. Hyadaphis passerinii ingår i släktet Hyadaphis och familjen långrörsbladlöss. Inga underarter finns listade i Catalogue of Life.